# Бересфорд
Бересфорд (англ. Beresford) — город в графстве Глостер провинции Нью-Брансуик (Канада).
Город расположен на берегу залива Шалёр, севернее города Батерст.
В 1813 году в графстве Нортамберленд, к которому тогда относились эти земли, была начата административная реформа, и в 1814 году на этой территории был образован приход Бересфорд, названный так в честь Уильяма Бересфорда — британского генерала, командовавшего португальскими войсками во время Наполеоновских войн. В 1957 году поселение получило статус деревни, а в 1984 — города.